# NHL 09
NHL 09 – gra komputerowa o tematyce hokejowej, stworzona przez EA Canada oraz EA Montreal, wydana przez EA Sports.

## Ścieżka dźwiękowa
- Airbourne - "Runnin' Wild"
- Apocalyptica feat. Tomoyasu Hotei - "Grace"
- Avenged Sevenfold - "Afterlife"
- Billy Talent feat. Anti-Flag - "Turn Your Back"
- Black Tide - "Warriors of Time"
- Bullet for My Valentine - "Hearts Burst Into Fire"
- Coheed and Cambria - "The Running Free"
- From First to Last - "Two As One"
- Johnossi - "Execution Song"
- Millencolin - "Done Is Done"
- Panic! at the Disco - "Nine in the Afternoon"
- Phantom Planet - "Do the Panic"
- Protest the Hero - "The Dissentience"
- Sons and Daughters - "Gilt Complex"
- The Elms - "The Shake"
- The Kills - "Cheap and Cheerful"